# Circuit franco-belge 2023
La 82e édition du Circuit franco-belge  (appelé Eurométropole Tour de 2012 à 2021) a lieu le 28 septembre 2023. Elle fait partie du calendrier UCI ProSeries 2023 en catégorie 1.Pro, le deuxième niveau du cyclisme international et se déroule en Belgique entre Tournai et Mont-de-l'Enclus sur une distance de 190,6 km.
Cette course est la première du triptyque des semi-classiques wallonnes de fin de saison avec la Famenne Ardenne Classic à Marche-en-Famenne et Binche-Chimay-Binche qui sont reprises en UCI Europe Tour 2023.

## Présentation

### Parcours
Partant de la ville de Tournai, les coureurs effectuent une première boucle de 76,8 km avant d'accomplir cinq fois le circuit local de 22,6 km. Lors de chaque tour de ce circuit local, trois côtes sont au programme : le col du Hortilin (1 700 m à 3,7 %), la côte de Trieu-Knokteberg (1 000 m à 7,9 %) et la montée vers le Mont-de-l'Enclus où est jugée l’arrivée.

### Équipes
| WorldTeams (7)- AG2R Citroën Team - Alpecin-Deceuninck - Cofidis - Intermarché-Circus-Wanty - Lidl-Trek - Soudal Quick-Step - Arkéa-Samsic ProTeams (9)- Bingoal WB - Bolton Equities Black Spoke Pro Cycling - Human Powered Health - Israel-Premier Tech - Lotto Dstny - Q36.5 Pro Cycling Team - Team Flanders-Baloise - TotalEnergies - Uno-X Pro Cycling Team Équipes continentales (4)- À Bloc CT - Matériel-vélo.com - Van Rysel-Roubaix Lille Métropole - Volkerwessels Cycling Team |
| |

### Favoris
De nombreux coureurs peuvent jouer la victoire comme Arnaud De Lie, Biniam Girmay , Anthony Turgis, Bryan Coquard, Axel Zingle, Nacer Bouhanni, Søren Wærenskjold, Tobias Johannessen, Mike Teunissen, Kasper Asgreen, Victor Campenaerts, Alec Segaert, Maxim Van Gils, Florian Vermeersch, Lennert Van Eetvelt, Yves Lampaert, Dylan Teuns, Jasper Stuyven ou encore Greg Van Avermaet, au départ de l'une de ses dernières courses professionnelles.

## Classement final
| \| Classement général \| Classement général \| Classement général \| Classement général \| Classement général \| \| Coureur \| Coureur \| Pays \| Équipe \| Temps \| \| ------------------ \| ------------------ \| ------------------ \| ------------------------ \| ------------------ \| \| 1er \| Arnaud De Lie \| Belgique \| Lotto Dstny \| 4 h 27 min 52 s \| \| 2e \| Rasmus Tiller \| Norvège \| Uno-X Pro Cycling Team \| + 0 s \| \| 3e \| Corbin Strong \| Nouvelle-Zélande \| Israel-Premier Tech \| + 0 s \| \| 4e \| Tobias Johannessen \| Norvège \| Uno-X Pro Cycling Team \| + 2 s \| \| 5e \| Florian Sénéchal \| France \| Soudal Quick-Step \| + 2 s \| \| 6e \| Lorenzo Rota \| Italie \| Intermarché-Circus-Wanty \| + 6 s \| \| 7e \| Georg Zimmermann \| Allemagne \| Intermarché-Circus-Wanty \| + 6 s \| \| 8e \| Yves Lampaert \| Belgique \| Soudal Quick-Step \| + 8 s \| \| 9e \| Toms Skujiņš \| Lettonie \| Lidl-Trek \| + 9 s \| \| 10e \| Anthony Turgis \| France \| TotalEnergies \| + 13 s \| |                    |                  |                          |                 |
| |                    |                  |                          |                 |
| Sources : ProCyclingStats Cycling Archives |                    |                  |                          |                 |
| Classement général |                    |                  |                          |                 |
| Coureur | Coureur            | Pays             | Équipe                   | Temps           |
| 1er | Arnaud De Lie      | Belgique         | Lotto Dstny              | 4 h 27 min 52 s |
| 2e | Rasmus Tiller      | Norvège          | Uno-X Pro Cycling Team   | + 0 s           |
| 3e | Corbin Strong      | Nouvelle-Zélande | Israel-Premier Tech      | + 0 s           |
| 4e | Tobias Johannessen | Norvège          | Uno-X Pro Cycling Team   | + 2 s           |
| 5e | Florian Sénéchal   | France           | Soudal Quick-Step        | + 2 s           |
| 6e | Lorenzo Rota       | Italie           | Intermarché-Circus-Wanty | + 6 s           |
| 7e | Georg Zimmermann   | Allemagne        | Intermarché-Circus-Wanty | + 6 s           |
| 8e | Yves Lampaert      | Belgique         | Soudal Quick-Step        | + 8 s           |
| 9e | Toms Skujiņš       | Lettonie         | Lidl-Trek                | + 9 s           |
| 10e | Anthony Turgis     | France           | TotalEnergies            | + 13 s          |